# دائرة بومية
دائرة بومية هي إحدى دوائر إقليم ميدلت، التابع لجهة درعة تافيلالت، المملكة المغربية. تضم الدائرة 8 جماعات قروية، وبلغ عدد سكانها 31482 فرداً سنة 2004 حسب الإحصاء الرسمي للسكان والسكنى. يتبع للدائرة 24 مشيخة و83 دوار.

## التقسيمات الإداريّة
تعتبر دائرة بومية إحدى الدوائر المشكّلة لإقليم ميدلت، وهو التقسيم الإداري من المستوى الرابع المعتمد في المغرب. ينقسم إقليم ميدلت إلى 27 جماعات قروية تختلف من حيث السكان والمساحة، والتي بدورها تنقسم إلى مشيخات تضم عدداً من الدواوير.